# Shutout
Shutout – termin używany w Stanach Zjednoczonych w dyscyplinach sportowych takich jak baseball (w skrócie SHO), hokej na lodzie (w skrócie SO) oraz piłka nożna i oznacza zachowanie czystego konta w meczu przez odpowiednio miotacza oraz bramkarzy w piłce nożnej oraz w hokeju na lodzie.

## Baseball
Shutout (SHO) przypisuje się miotaczowi, który rozegrał cały mecz i nie dopuścił przeciwnika do zdobycia punktów. Rekordzistą MLB pod tym względem jest Walter Johnson, który w latach 1907-27 zanotował 244 mecze bez straty punktu. Wśród graczy aktywnych (stan na koniec sezonu 2012) liderem jest Roy Halladay, który od 1998 roku zgromadził ich 20.
W szczególnym przypadku możliwe jest osiągnięcie shutoutu bez rozegrania całego meczu: jeśli miotacz rozpoczynający spotkanie nie dopuści przeciwnika do zdobycia punktów, ale zostanie (np. z powodu kontuzji) zmieniony przed pierwszym autem w meczu zanotowanym przez jego drużynę, zastępujący go rezerwowy, który rozegra mecz do końca i nie pozwoli przeciwnikowi na zdobycie punktu, zostanie nagrodzony shutoutem. Sytuacja taka zdarzyła się tylko raz w historii MLB. W 1917 roku Babe Ruth (Boston Red Sox), który rozpoczął mecz przeciwko Washington Senators, został za kłótnie z sędzią wyrzucony z boiska, zanim jego drużyna zdołała kogokolwiek wyautować. Po wejściu na boisko rezerwowego Erniego Shore'a, Red Sox wyeliminowali 27 pałkarzy, Boston wygrał zawody 4-0, a Shore zaliczył shutout.